# Vanstads distrikt
Vanstads distrikt är ett distrikt i Sjöbo kommun och Skåne län. 
Distriktet ligger öster om Sjöbo.

## Tidigare administrativ tillhörighet
Distriktet inrättades 2016 och utgörs av socknen Vanstad i Sjöbo kommun.
Området motsvarar den omfattning Vanstads församling hade 1999/2000.